# Афіліація
Афіліація (від англ. affiliation — з'єднання, зв'язок) — прагнення бути в товаристві інших людей, потреба людини в створенні теплих, емоційно значимих стосунків з іншими людьми. Прагнення до зближення з людьми, дружба, любов, спілкування — все це підпадає під поняття афіліація. Формування даної потреби обумовлено характером взаємин з батьками у ранньому дитинстві, з однолітками і може порушуватися при провокуванні ситуацій, пов'язаних із тривогою і невпевненістю у собі, та призводять до виникнення почуття самотності, безпорадності. При цьому суспільство інших людей дозволяє перевірити вибраний спосіб поведінки і характер реакцій на складну і небезпечну обстановку. Певною мірою близькість інших спричиняє і пряме зниження тривожності, пом'якшуючи наслідки фізіологічного та психологічного стресу.
Блокування афіліації викликає такі почуття, як самотність, відчуженість, фрустрація.
Афіліáція (прив'язаність, грец. affiolio) — прагнення бути в оточенні інших людей, що дозволяє перевірити обраний спосіб поведінки і характер реакцій.
Генрі Мюррей в 1938 р. описував мотив (потребу) афіліації таким чином:
 «Заводити дружбу і відчувати прихильність. Радіти іншим людям і жити разом з ними. Співпрацювати і спілкуватися з ними. Любити. Приєднуватися до груп»— [Н. A. Murray], 1938, р. 83
Також в економіці під афіліацією розуміється приєднання до материнської компанії як відділення, філії тощо. (Современный экономический словарь. 5-е изд., перераб. и доп. — М.: ИНФРА-М, 2007. — 495 с.).